# Liste der Abgeordneten zum Kärntner Landtag (20. Gesetzgebungsperiode)
Diese Liste der Abgeordneten zum Kärntner Landtag (20. Gesetzgebungsperiode) listet alle Abgeordneten zum Kärntner Landtag in der 20. Gesetzgebungsperiode auf. Die Gesetzgebungsperiode dauerte von der konstituierenden Sitzung des Landtags am 30. März 1960 bis zur Angelobung des nachfolgenden Landtags 1965.
Nach der Landtagswahl 1960 entfielen von den 36 Mandaten erneut 18 Mandate auf die Sozialistische Partei Österreichs (SPÖ). Die Österreichische Volkspartei (ÖVP) gewann mit zwölf Mandaten ein Mandat von der Freiheitlichen Partei Österreichs (FPÖ) hinzu, die 5 Mandate erreichte. Die Kommunisten und Linkssozialisten (KLS) hielten ihr einziges Mandat und erreichten wie nach den Wahlen zuvor keinen Klubstatus.
Der Landtag wählte am 30. März 1960 die Landesregierung Wedenig V und wählte zudem in dieser Sitzung Johann Guttenbrunner (SPÖ), Hans Schober (SPÖ) und Josef Salcher (ÖVP) zu Mitgliedern des Bundesrats.

## Funktionen

### Landtagspräsidenten
Die Ämter des Landtagspräsidenten und seiner beiden Stellvertreter wurde nach dem Wahlergebnis im Proporzsystem vergeben. Das Amt des Ersten Landtagspräsidenten übernahm wie in der vorangegangenen Gesetzgebungsperiode Jakob Sereinigg von der SPÖ. Zweiter Präsident wurde Josef Ritscher (ÖVP), Dritter Präsident Rudolf Tillian (SPÖ). Die Bestimmung der Landtagspräsidenten erfolgte dabei nicht durch eine Wahl, sondern durch die ausreichend unterzeichneten Wahlvorschläge der Landtagsklubs SPÖ und ÖVP. Nachdem in der Sitzung vom 10. Jänner 1963 die Mandatsniederlegung von Landtagspräsident Jakob Sereinigg verkündet worden war, rückte Rudolf Tillian an diesem Tag zum neuen Ersten Landtagspräsidenten auf. Nach dem Wahlvorschlag der SPÖ wurde an diesem Tag zudem Wilhelm Ebner zum Dritten Landtagspräsidenten gewählt. Nach dem Tod von Josef Ritscher am 27. Juli 1964 wurde Wolfgang Mayrhofer am 23. Oktober 1964 zum Zweiten Landtagspräsidenten gewählt.

### Klubobleute
Im Klub der Sozialistischen Partei übernahm Wilhelm Ebner die Funktion des Klubobmanns, als sein Stellvertreter wirkte Leo Lukas. Zum Fraktionsobmann des Klubs der Österreichischen Volkspartei wurde Wolfgang Mayrhofer gewählt, sein Stellvertreter war Stefan Sodat. Im Klub der FPÖ übernahm Hubert Knaus die Rolle des Klubobmanns, zu seinem Stellvertreter war Friedrich Hirn gewählt worden.

### Landtagsabgeordnete
| Name                | Fraktion | Anmerkungen                                                                                         |
| ------------------- | -------- | --------------------------------------------------------------------------------------------------- |
| Auinger Wilhelm     | ÖVP      | |
| Bacher Herbert      | ÖVP      | |
| Baurecht Karl       | ÖVP      | am 15. Juli 1960 als Ersatz für ein Mitglied der Landesregierung angelobt                           |
| Bresner Alois       | SPÖ      | |
| Ebner Wilhelm       | ÖVP      | |
| Einspieler Valentin | ÖVP      | |
| Filipot Rudolf      | SPÖ      | |
| Fritz Walther       | FPÖ      | |
| Hirn Friedrich      | FPÖ      | |
| Hajek Hans          | SPÖ      | |
| Huber Reinhold      | FPÖ      | am 15. Juli 1960 als Ersatz für Hans Rader angelobt                                                 |
| Kalt Hans           | KLS      | am 6. März 1964 für Johann Kazianka angelobt                                                        |
| Kanzian Josef       | SPÖ      | |
| Kaufmann Wilhelm    | FPÖ      | |
| Kazianka Johann     | KLS      | am 18. Dezember 1963 verstorben                                                                     |
| Kerstnig Hans       | SPÖ      | Niederlegung des Mandats aus gesundheitlichen Gründen in der Sitzung vom 6. November 1964 verkündet |
| Knaus Hubert        | FPÖ      | |
| Korger Heinrich     | SPÖ      | |
| Krassnig Matthias   | SPÖ      | |
| Lubas Josef         | ÖVP      | |
| Lukas Leo           | ÖVP      | |
| Lupowits Michael    | SPÖ      | |
| Mayrhofer Wolfgang  | SPÖ      | |
| Medlin Eduard       | SPÖ      | |
| Melcher Hans        | SPÖ      | |
| Oman Franz          | ÖVP      | |
| Pansi Herbert       | SPÖ      | |
| Pawlik Hans         | FPÖ      | Niederlegung des Mandats am 15. Juli 1960 nach Wahl in die Landesregierung verkündet                |
| Petschnik Aurelie   | ÖVP      | am 27. Juli 1964 verstorben                                                                         |
| Peturnig Johann     | SPÖ      | |
| Poscharnig Rupert   | ÖVP      | Niederlegung des Mandats am 15. Juli 1960 nach Wahl in die Landesregierung verkündet                |
| Rader Hans          | FPÖ      | am 15. Juli 1960 als Ersatz für ein Mitglied der Landesregierung angelobt                           |
| Ritscher Josef      | SPÖ      | Niederlegung des Mandats in der Sitzung vom 10. Jänner 1963 verkündet                               |
| Scheiber Hans       | FPÖ      | |
| Schleinzer Karl     | SPÖ      | |
| Seitschnig Franz    | ÖVP      | |
| Sereinigg Jakob     | SPÖ      | |
| Silla Erich         | FPÖ      | Niederlegung des Mandats am 15. Juli 1960 nach Wahl in die Landesregierung verkündet                |
| Sima Hans           | SPÖ      | |
| Stefan Sodat        | ÖVP      | |
| Tillian Rudolf      | SPÖ      | am 23. Oktober 1964 für Josef Ritscher angelobt                                                     |
| Truppe Thomas       | SPÖ      | am 6. November 1961 für Matthias Krassnig angelobt                                                  |
| Wedenig Ferdinand   | SPÖ      | |

## Ausschüsse
Nach der Angelobung der Landtagsabgeordneten wurden vom Kärntner Landtag am 30. März 1960 neun Ausschüsse gebildet. Die neun Ausschüsse waren der Rechts- und Verfassungs-Ausschuss, der Finanz-Ausschuss, der Bauausschuss, der Land- und Forstwirtschaftsausschuss, der Schul- und kommunalpolitische Ausschuss, der Sozialpolitische Ausschuss, der Ausschuss der gewerblichen Wirtschaft, der Minderheitenausschuss und der Ausschuss zur Durcharbeitung der Kontrollamtsberichte. Die Zahl der Abgeordneten pro Ausschuss wurden auf sieben Mitglieder begrenzt, wobei die SPÖ jeweils vier Mitglieder, die ÖVP zwei Mitglieder und die FPÖ ein Mitglied pro Ausschuss stellte.